# Alfred Borrel

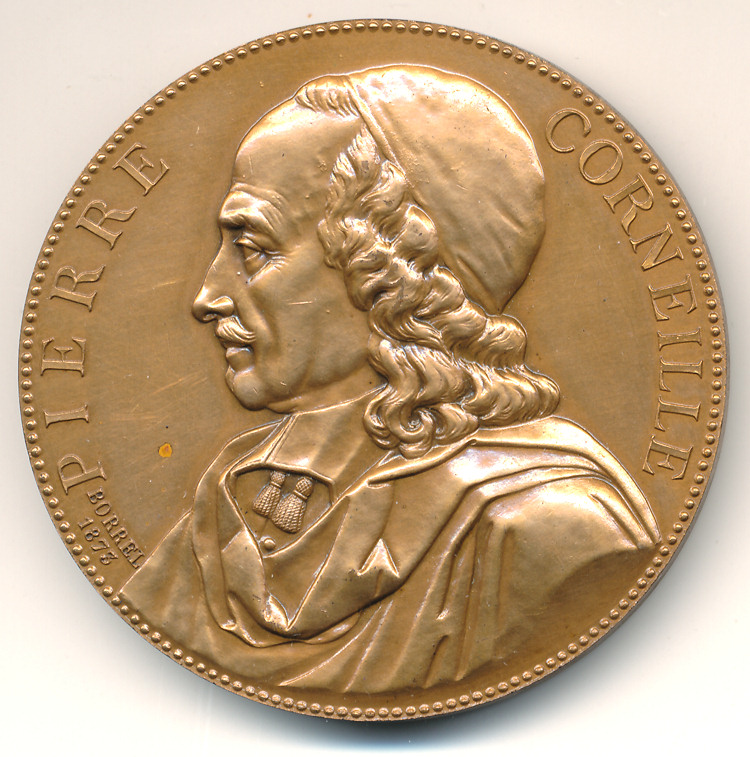
Medaillon von 1873, Pierre Corneille, Vorderseite

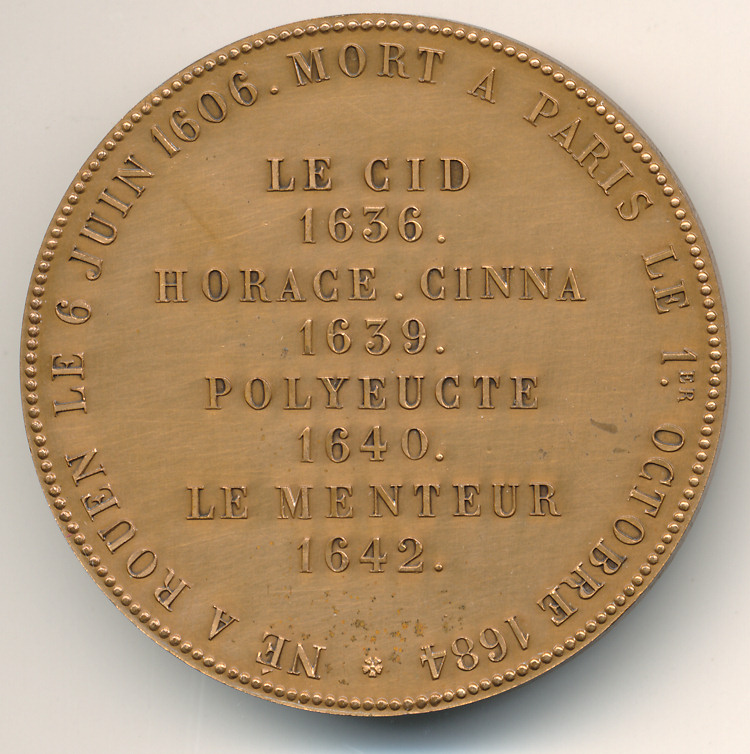
Medaillon von 1873, Pierre Corneille, Rückseite

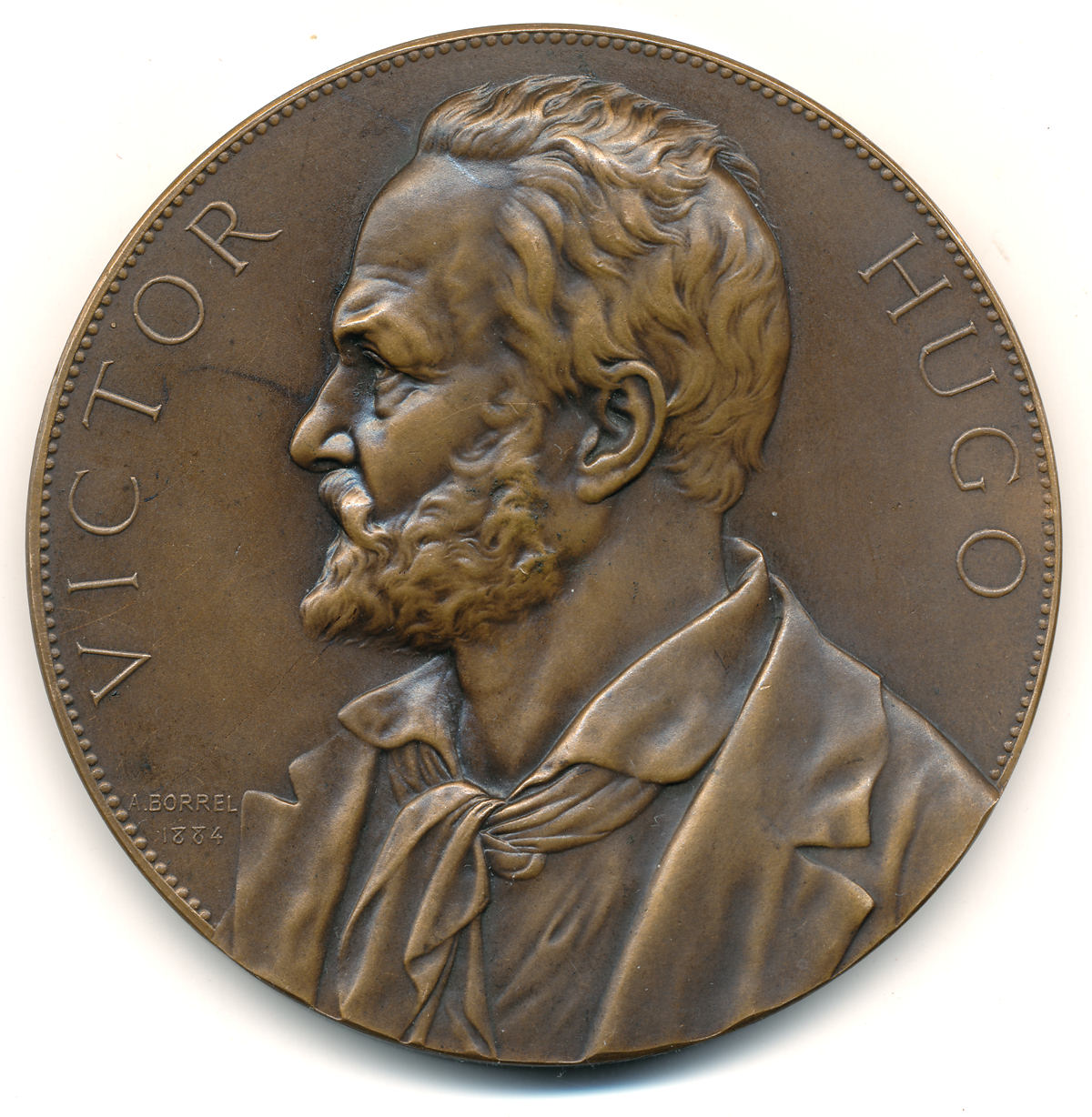
Medaillon von 1884, Victor Hugo, Vorderseite

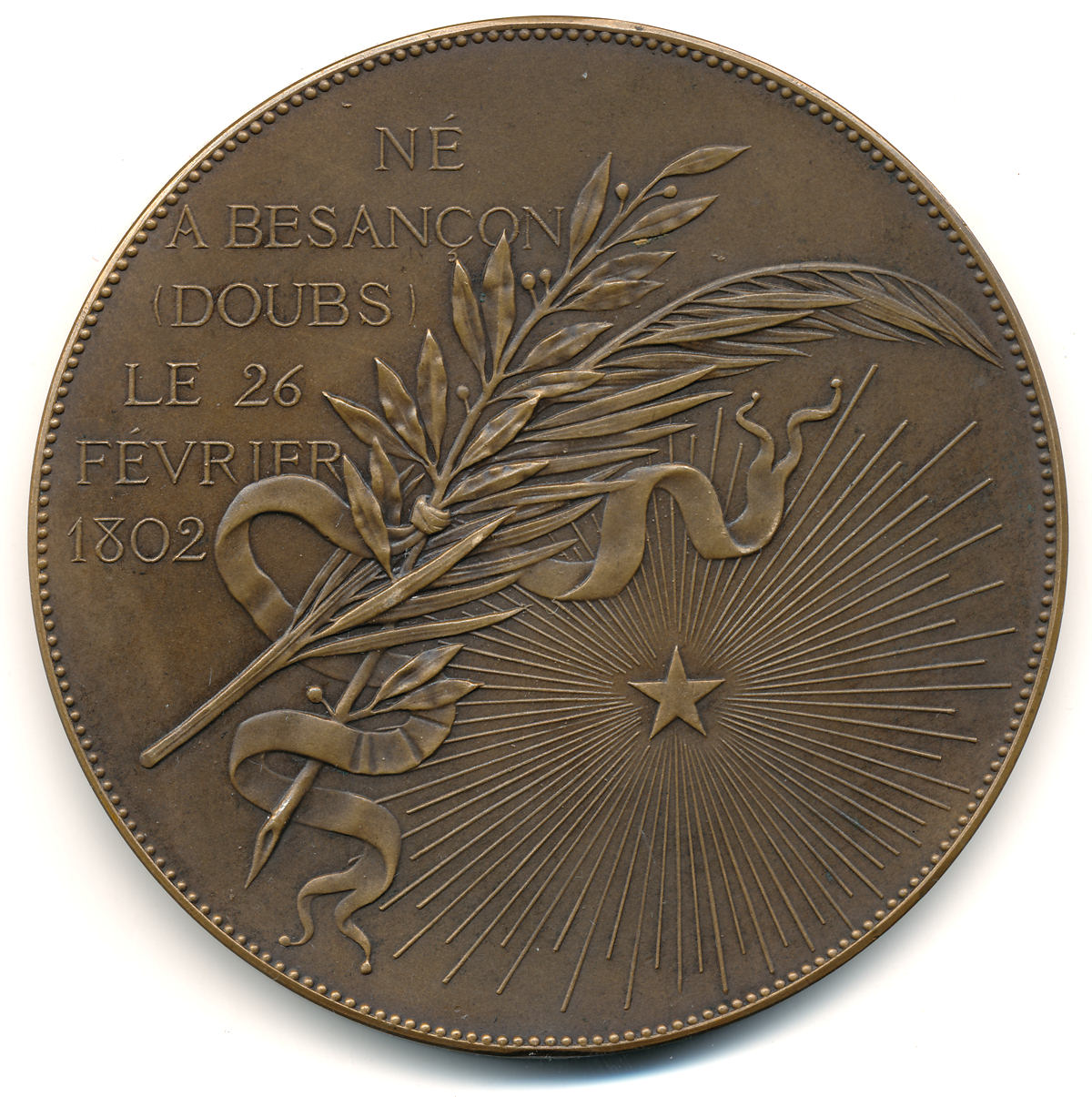
Medaillon von 1884, Victor Hugo, Rückseite

Alfred Borrel (* 18. August 1836 in Paris; † 7. Juni 1927) war ein französischer Medailleur. Er war der Sohn und Schüler von Maurice Valentin Borrel.

## Biographie
Nach seiner Schulausbildung am Lycée Saint-Louis besuchte er ab 1856 die École des Beaux-Arts und war in der Bildhauerklasse bei François Jouffroy. Er war auch Schüler des Medailleurs Louis Merley.
1860 gewann Borrel seinen ersten Wettbewerb, den zweiten Preis bei dem Prix de gravure en médaille et pierres fines für seine Medaille mit dem Thema „Un guerrier triomphant dépose une palme sur l’autel du dieu Mars“.
Zwischen 1868 und 1895 gestaltete Alfred Borrel zahlreiche Medaillons und Plaketten sowohl als Auftragsarbeit für Privatpersonen als auch für Institutionen. Er gewann mehrere Preise und wurde auch mehrfach vom Ministére des Beaux-Arts (Kultusministerium) ausgezeichnet. Bei der Weltausstellung im Jahr 1900 in Paris erhielt er für die Gestaltung einer Plakette die Silbermedaille. Außerdem schuf er für die Insel Kreta und die Überseekolonie Martinique verschiedenes Münzgeld.

## Auszeichnungen
- 1864 wurde er zum Ritter des Mauriziusordens geschlagen und erhielt die Akademische Palme.[8]
- 1906 wurde Alfred Borrel zum Ritter der Ehrenlegion ernannt.[9]

## Nachgewiesene Werke
1868
- Medaillon, Damenportrait, Auftraggeber unbekannt
- Erinnerungsmedaille zum Besuch des Kaisers und Kaiserin in den „hospiteaux de Paris“

1869
- Medaille mit dem Porträt des Dr. Alexandere Blanchet
- Medaillon, Herrenportrait, Auftraggeber unbekannt

1870
- Marmorplakette des Malers Isnard Desjardins, Auftraggeber unbekannt
- 1. Preis für eine Medaille für die Société nationale et centrale d’Horticulture de France
- 2. Preis für die Erinnerungsmedaille anlässlich der exposition de Rome, Vergeben vom Ministére des Beaux-Arts
- 3. Preis für eine Medaille für l’industrie liniére

1872
- Medaille mit der historischen Ansicht des Rathauses im 10ten Arrondissements (Paris), Auftraggeber, Hr. Wie
- Medaillon Prudence maritime, Auftraggeber unbekannt

1873
- Stuckplakette für L’Hospitalité Suisse
- Medaillon für E.J. Leclaire
- Medaille mit dem Porträt von Pierre Corneille, Auftraggeber unbekannt

1874
- Medaille für L’Industrie protegéant le Travaille
- Medaillon, Damenportrait, Auftraggeber unbekannt

1875
- Probestück für eine Medaille für L’Hospitalité Suisse
- La Justice für die Commission des Monnaies et Médailles
- Verdienstmedaille für die Societe central d’Horticulture de France

1876
- Stuckmedaillon mit dem Porträt des Malers Richard Nielsen
- Anwesenheitsmarke La Prudence für die Maklervereinigung der Pariser Börse
- La Justice für die Commission des Monnaies et Médailles

1878
- Ausweismarke für die Chambre de commerce de Lille
- Verdienstmedaille der Societe des médecines et bureaux de bienfaisance

1880
- Medaillon Claude Bernard für das Ministére des Beaux-Arts
- Medaillon Charles Sauvageot, Auftraggeber unbekannt
- Medaillon Prudence maritime, Auftraggeber unbekannt

1882
- Medaille mit dem Porträt des Paul Bert, Auftraggeber unbekannt
- Medaille mit dem Porträt des Isaak Crémieux, für das Ministére des Beaux-Arts
- Medaille mit dem Porträt des louis Pasteur für die Societe d’agriculure de la Seine-Marne

1884
- Medaille mit dem Porträt von Victor Hugo, Auftraggeber unbekannt

1895
- Medaillon mit dem Porträt des Malers Henri Saintin, Auftraggeber unbekannt

1897
- Münzgeld für die Überseekolonie Martinique

1901
- Münzgeld für den Staat Kreta, Münze 5 Drachmen und 50 Lepta
- Münzgeld für das Fürstentum Bulgarien – 1 Stotinka und 2 Stotinki